# Джулія Моріарті
Джулія Моріарті (нар. 3 грудня 1988) — колишня ірландська тенісистка.
Найвищу одиночну позицію світового рейтингу — 615 місце досягла 10 травня 2010, парну — 486 місце — 27 квітня 2009 року.
Здобула 2 парні титули туру ITF.
Завершила кар'єру 2015 року.

## Фінали ITF

### Парний розряд: 4 (2–2)
| турніри $50,000 |
| турніри $25,000 |
| турніри $10,000 |

| Результат | Ранг | Дата           | Турнір                        | Покриття | Партнерка     | Суперниці                        | Рахунок              |
| --------- | ---- | -------------- | ----------------------------- | -------- | ------------- | -------------------------------- | -------------------- |
| Поразка   | 1.   | 11 травня 2008 | Fukuoka International, Японія | Килим    | Мая Като      | Мелані Саут Нікол Тіссен         | 6–4, 3–6 [12–14]     |
| Поразка   | 2.   | 13 червня 2008 | ITF Ґурґаон, Індія            | Тверде   | Кассандра Чан | Han Sung-hee Паріджа Малу        | 3–6, 4–6             |
| Перемога  | 3.   | 24 червня 2012 | ITF Вільямсбург, США          | Ґрунт    | Лора Діґмен   | Жаклін Како Вітні Джонс          | 6–4, 6–4             |
| Перемога  | 4.   | 3 червня 2013  | ITF Кінтана-Роо, Мексика      | Тверде   | Іноуе Акарі   | Ана Софія Санчес Даніела Шипперс | 5–7, 7–6(4), [12–10] |